# Vladimir Filipović
Vladimir Filipović (Odžaci, 14 de setembro de 1990) é um lutador de MMA. Atualmente luta pelo Bellator Fighting Championships, na divisão peso-meio-pesado.

## Carreira no MMA

### Bellator Fighting Championships
Filipović fará sua estreia no Bellator contra o ex-Campeão Meio Pesado do Bellator, Liam McGeary, na luta principal do Bellator 173, substituindo o lesionado Chris Fields.

## Cartel no MMA
| Cartel no MMA   |            |            |
| 10 lutas        | 8 vitórias | 2 derrotas |
| Por nocaute     | 3          | 1          |
| Por finalização | 3          | 0          |
| Por decisão     | 2          | 1          |

| Res.    | Cartel | Oponente           | Método                               | Evento                                            | Data       | Round | Tempo | Local             | Notas                        |
| ------- | ------ | ------------------ | ------------------------------------ | ------------------------------------------------- | ---------- | ----- | ----- | ----------------- | ---------------------------- |
|         |        | Liam McGeary       |                                      | Bellator 173                                      | 24/02/2017 |       |       | Belfast           | Estreia no Bellator.         |
| Vitória | 8-2    | Arpad Torok        | Nocaute Técnico (socos)              | SBC 10 - Serbian Battle Championship 10           | 09/07/2016 | 1     | 1:57  | Bačka Palanka     | Estreia no peso-meio-pesado. |
| Derrota | 7-2    | Anatoly Tokov      | Decisão (unânime)                    | Fight Nights Global 50: Emelianenko vs. Maldonado | 17/06/2016 | 3     | 5:00  | São Petersburgo   | Peso-casado (192 lbs).       |
| Vitória | 7-1    | Adnan Ascic        | Finalização (mata-leão)              | SBC 9 - Serbian Battle Championship 9             | 16/04/2016 | 1     | 3:32  | Odžaci, Voivodina | Peso-casado (198 lbs).       |
| Vitória | 6-1    | Nikola Blecic      | Decisão (dividida)                   | SBC 8 - Serbian Battle Championship               | 05/03/2016 | 3     | 5:00  | Sombor            |                              |
| Vitória | 5-1    | Andjelko Kitic     | Finalização (chave de braço)         | SBC 7 - Serbian Battle Championship               | 29/11/2015 | 1     | 4:02  | Novi Sad          | Peso-casado (198 lbs).       |
| Vitória | 4-1    | Jusuf Hajrovic     | Nocaute Técnico (socos)              | SBC 6 - Serbian Battle Championship               | 19/09/2015 | 1     | 1:45  | Kać               | Peso-casado (198 lbs).       |
| Derrota | 3-1    | Aleksandar Ilic    | Nocaute Técnico (interrupção médica) | SBC 5 - Serbian Battle Championship               | 09/05/2015 | 2     | 4:20  | Odžaci, Voivodina |                              |
| Vitória | 3-0    | Kamil Cibinski     | Decisão (unânime)                    | SBC 4 - Serbian Battle Championship               | 06/12/2014 | 3     | 5:00  | Novi Sad          |                              |
| Vitória | 2-0    | Milljan Djordjevic | Nocaute Técnico (socos)              | OB - Octagon Battle 1                             | 05/08/2014 | 1     | 2:34  | Negotin           |                              |
| Vitória | 1-0    | Srdjan Knezevic    | Finalização (mata-leão)              | SBC 3 - Serbian Battle Championship               | 03/05/2014 | 1     | 2:53  | Odžaci, Voivodina | Estreia no MMA.              |